# Juan Pedro Hernández Moltó
Juan Pedro Hernández Moltó ([ˈxwãm ˈpeðɾo ɛɾˈnãn̪dɛð mol̪ˈto]) est un homme politique espagnol ayant appartenu au Parti socialiste ouvrier espagnol (PSOE), né le 3 janvier 1952 à Alicante.

## Biographie
Juan Pedro Hernández Moltó naît le 3 janvier 1952 à Alicante. Il étudie les sciences économiques à l'université complutense de Madrid. En 1976, il adhère au Parti socialiste ouvrier espagnol (PSOE).

### Politique en Castille-La Manche
Il devient en 1981 conseiller aux Transports du gouvernement pré-autonome de Castille-La Manche, puis conseiller à l'Économie et aux Finances à partir de 1982. Il détient également des compétences sur le tourisme et le commerce jusqu'en 1983.
À l'occasion du IIIe congrès régional du Parti socialiste de Castille-La Manche-PSOE (PSCM-PSOE), il est désigné le 30 avril 1988 vice-secrétaire général de la commission exécutive sur proposition du nouveau secrétaire général et président du gouvernement territorial, José Bono. Cette désignation inattendue de Hernández Moltó est suivie de sa démission de l'exécutif de la communauté autonome, imposée par José Bono.
Deux ans plus tard, le IVe congrès le porte le 2 décembre 1990 au secrétariat général, Bono prenant le poste honorifique de président du PSCM-PSOE.

### Du Congrès des députés aux municipales
Au mois de septembre 1989, il est investi tête de liste du PSOE dans la circonscription de Tolède pour les élections générales anticipées du 29 octobre suivant. Il remplace ainsi Jesús Fuentes Lázaro. Il est réélu au Congrès des députés en 1993 et 1996.
Il se présente aux élections municipales du 13 juin 1999 comme tête de liste du Parti socialiste à Tolède, contre l'ancien maire José Manuel Molina, du Parti populaire (PP). Il faut attendre le dépouillement de 98 % des bulletins de vote pour confirmer la victoire à la majorité absolue du PP, alors qu'un accord entre le PSOE et la Gauche unie (IU) était envisageable en début de soirée.

### Président de CCM
Juan Pedro Hernández Moltó démissionne le 21 octobre 1999 du Congrès des députés, afin d'être élu deux jours plus tard président de la caisse d'épargne Caja Castilla-La Mancha (CCM) par le conseil d'administration, avec 11 voix favorables sur 17. Il met ainsi un terme à son parcours politique.
La CCM traversant de grosses difficultés financières en raison de la crise économique de 2008, Hernández Moltó tente sans succès de faire absorber sa caisse par Unicaja. Le 28 mars 2009, la Banque d'Espagne prend le contrôle de l'entité et le gouvernement approuve une garantie d'emprunt à hauteur de neuf milliards d'euros. La banque centrale destitue en conséquence le conseil d'administration.
Il est ensuite mis en examen des chefs de faux en écriture comptable, et le parquet anti-corruption réclame à son encontre deux ans de prison. Il en tire politiquement les conséquences en renonçant à sa condition de militant du Parti socialiste le 21 octobre 2014. Il est condamné le 24 février 2016 par l'Audience nationale à deux ans de prison, deux ans d'interdiction d'exercer une profession financière et 30 000 euros d'amende pour avoir transmis en 2008 des comptes truqués laissant apparaître un excédent au lieu de pertes abyssales.